# Slatinice
Slatinice (en allemand : Großlatein) est une commune du district et de la région d'Olomouc, en République tchèque. Sa population s'élevait à 1 569 habitants en 2023.

## Géographie
Slatinice se trouve à 8 km au nord-est de Kostelec na Hané, à 14,7 km à l'ouest-sud-ouest d'Olomouc, à 71 km au nord-est de Brno et à 256 km à l'est-sud-est de Prague.

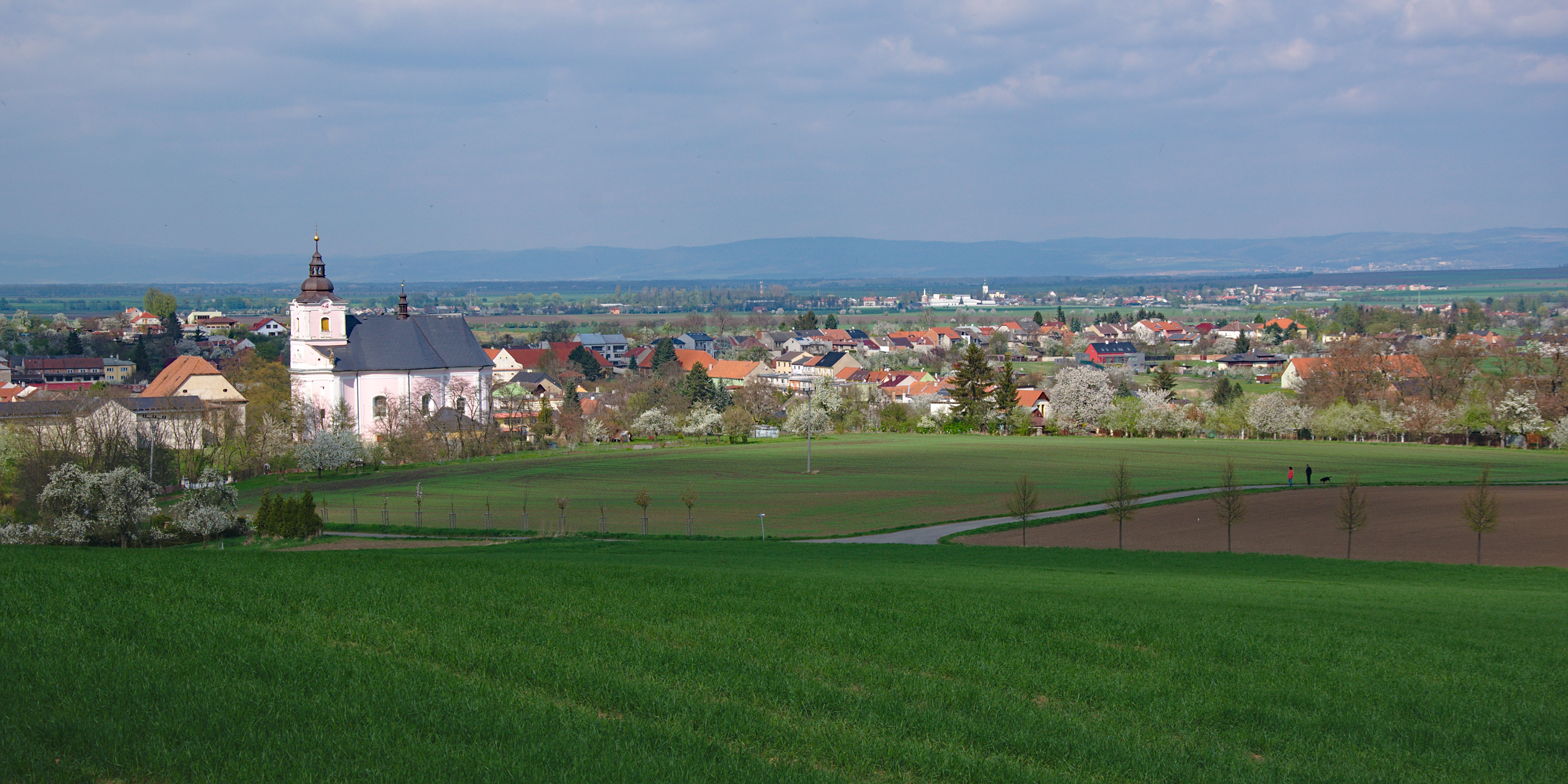
Panorama de Slatinice.

La commune est limitée par Drahanovice à l'ouest et au nord-ouest, par Těšetice au nord, par Luběnice au nord-est, par Lutín à l'est et au sud-est, par Slatinky au sud.

## Histoire
La première mention écrite de la localité date de 1247.

## Transports
Par la route, Slatinice se trouve à 8,7 km d'Olomouc, à 85 km de Brno et à 251 km de Prague.

## Administration
La commune se compose de deux sections :
- Lípy
- Slatinice